# Gumal
|  | Per a altres significats, vegeu «riu Gumal». |

Gumal o Gomal és un pas de muntanya que duu a través de la vall del riu Gumal travessant l'agència de South Waziristan (a les Àrees Tribals d'Administració Federal al Pakistan) fins a Murtaza i Domandi, a la frontera de l'Afganistan i cap a la plana afganesa. És la més antiga de les rutes comercials de la regió. Les caravanes o kafilas van escortades per centenars de mercaders ben armats anomenats powindas (generalment ghilzais de les subtribus dels dotannis, dulaiman khel, nasirs, kharotis, jandran i altres) que van entre Afganistan i Pakistan.